# Hoplitis camelina
Hoplitis camelina är en biart som först beskrevs av Raymond Benoist 1934.  Hoplitis camelina ingår i släktet gnagbin, och familjen buksamlarbin. Inga underarter finns listade i Catalogue of Life.